# Mistrzostwa Europy w Judo 1994
43. Mistrzostwa Europy w Judo odbywały się w 1994 roku w Gdańsku (Polska). Turniej drużynowy rozegrano 23 i 24 października w Hadze.

## Mężczyźni
| Konkurencja: | Złoto | Srebro | Brąz |
| -60kg        | Girolamo Giovinazzo | Nazim Gusejnow | Giorgi Wazagaszwili Franck Chambilly |
| -65kg        | Władimir Draczko | Jarosław Lewak | Salim Abanoz Benoît Campargue |
| -71kg        | Siergiej Kosmynin | Patrick Rosso | Rene Sporleder Bertalan Hajtós |
| -78kg        | Ryan Birch | Johan Laats | Mark Huizinga Patrick Reiter |
| -86kg        | Oleg Malcew | Vincenzo Carabetta | Adrian Croitoru Iweri Dżikurauli |
| -95kg        | Paweł Nastula | Raymond Stevens | Mike Hax Dmitrij Siergiejew |
| +95kg        | David Douillet | Rafał Kubacki | Selim Tataroğlu Frank Möller |
| +            | Laurent Crost | Harry Van Barneveld | Jewgienij Pieczurow Aleksander Dawitaszwili |
| Drużynowo    | Niemcy · Sebastian Hampel, Richard Trautmann · Martin Schmidt · Stefan Dott · Marko Spittka · Mike Hax · Frank Möller · (Rene Sporleder, Holk Silbersack, Detlef Knorrek) | Białoruś · Natik Bagirov · Igor Koliev · Oleg Maichenko · Eduard Shpakov · Oleg Shapchits · Leonid Svirid · Ruslan Sharapov | Francja · Franck Chambilly · Benoît Campargue · Christophe Gagliano · Djamel Bouras · Pascal Tayot · Tamaz Saakashvili · Laurent Crost · (Yacine Douma, Laurent Calleja · Patrick Rosso, Laurent François · Vincenzo Carabetta, Patrice Rognon, Jérôme Dreyfus) · Polska · Artur Brzeziński · Jarosław Lewak · Piotr Sadowski · Bronislaw Wolkowicz · Marek Pisula · Paweł Nastula · Rafał Kubacki · (Arkadiusz Wieczorek, Krzysztof Wojdan) |

## Kobiety
| Konkurencja: | Zoto | Srebro | Brąz |
| -48kg        | Yolanda Soler | Sylvie Meloux | Tatjana Kuwszynowa Justina Pinheiro |
| -52kg        | Ewa Larysa Krause | Alessandra Giungi | Alexa von Schwichow Deborah Allan |
| -56kg        | Jessica Gal | Nicola Fairbrother | Magali Baton Ursula Myrén |
| -61kg        | Gella Vandecaveye | Diane Bell | Mirosława Janosikowa Miriam Blasco |
| -66kg        | Rowena Sweatman | Anneliese Anglberger | Claudia Zwiers Radka Stusakova |
| -72kg        | Ulla Werbrouck | Estha Essombe | Kate Howey Cristina Curto |
| +72kg        | Angelique Seriese | Beata Maksymow | Swietłana Gundarienko Raquel Barrientos |
| +            | Monique van der Lee | Christine Cicot | Beata Maksymow Irina Rodina |
| Drużynowo    | Holandia · Tamara Meijer · Chantal van Gestel · Jessica Gal · Jenny Gal · Claudia Zwiers · Karin Kienhuis · Monique van der Lee · (Anika van Terheijden, Myra Versteeg, Joan van Havezaat, Nancy van Stokkum, Claire Jansen, Ursula Langeveld, Monique Aarts) | Francja · Sylvie Meloux · Marie-Claire Restoux · Isabelle Magnien · Séverine Vandenhende · Karine Rambault · Estha Essombe · Christine Cicot · (Bénédicte Nardou, Laëtitia Tignola, Alice Dubois, Karine Petit, · Karine Nedellec, Christine Rey, Emmanuelle Mikula) | Belgia · Fabienne Druant · Heidi Goossens · Inge Clement · Gella Vandecaveye · Sabine Van Crombrugge · Ulla Werbrouck · Nicole Geenen · (Isabelle Montmorency, Kristel Taelman, Marisabel Lomba) · Polska · Małgorzata Roszkowska, Ewa Larysa Krause · Anita Kubica · Irena Tokarz · Agata Mróz · Beata Walczak · Beata Maksymow · (Joanna Majdan, Aneta Szczepańska · Monika Świątkiewicz) |

## Klasyfikacja medalowa
| Miejsce | Państwo         | Złoto | Srebro | Brąz | Razem |
| ------- | --------------- | ----- | ------ | ---- | ----- |
| 1       | Holandia        | 4     | 0      | 2    | 6     |
| 2       | Rosja           | 3     | 0      | 5    | 8     |
| 3       | Francja         | 2     | 6      | 4    | 12    |
| 4       | Polska          | 2     | 3      | 3    | 8     |
| 5       | Wielka Brytania | 2     | 3      | 2    | 7     |
| 6       | Belgia          | 2     | 2      | 1    | 5     |
| 7       | Włochy          | 1     | 1      | 0    | 2     |
| 8       | Hiszpania       | 1     | 0      | 3    | 4     |
| 8       | Niemcy          | 1     | 0      | 3    | 4     |
| 10      | Austria         | 0     | 1      | 1    | 2     |
| 11      | Azerbejdżan     | 0     | 1      | 0    | 1     |
| 11      | Białoruś        | 0     | 1      | 0    | 1     |
| 13      | Gruzja          | 0     | 0      | 3    | 3     |
| 14      | Węgry           | 0     | 0      | 2    | 2     |
| 14      | Turcja          | 0     | 0      | 2    | 2     |
| 16      | Czechy          | 0     | 0      | 1    | 1     |
| 16      | Portugalia      | 0     | 0      | 1    | 1     |
| 16      | Rumunia         | 0     | 0      | 1    | 1     |
| 16      | Słowacja        | 0     | 0      | 1    | 1     |
| 16      | Szwecja         | 0     | 0      | 1    | 1     |